# Milford Graves
Pour les articles homonymes, voir Graves.
Milford Graves (né le 20 août 1941 dans l'arrondissement de Queens, à New York et mort le 12 février 2021) est un batteur et un percussionniste américain, remarqué particulièrement dans les années 1960. Il est considéré comme un des pionniers du free jazz, libérant les percussions de leur rôle traditionnel consistant à marquer le tempo. Ce faisant, il a révolutionné l'usage des tambours et des percussions.

## Parcours
À la différence de beaucoup d'autres musiciens de free jazz, Milford Graves a rarement joué, dans sa carrière professionnelle, du jazz  conventionnel. Le free jazz a été vraiment son premier langage musical. Dans les années 1960, après avoir joué avec Hugh Masekela et Miriam Makeba, il accompagne Bill Dixon dans une série de concerts October Revolution in Jazz.
Puis il rejoint le New York Art Quartet. C'est une formation sans piano, comme les premiers quartettes d'Ornette Coleman, renforcée par LeRoi Jones, qui y déclame ses vers, et ayant signée dans une toute nouvelle compagnie phonographique indépendante, ESP-Disk (ESP pour Extra Sensory Perception). Il joue également avec la formation de Paul Bley. Et en 1965, il enregistre son premier disque comme leader, avec le Milford Graves Percussion Ensemble.
Milford Graves a alterné ensuite  comme leader et comme accompagnateur et musicien de studio. Il a collaboré avec une grande variété de musiciens, notamment Don Pullen, Eddie Gomez, Andrew Cyrille, Rashied Ali, Kenny Clarke, Philly Joe Jones, John Zorn et Albert Ayler. Il a également investi une partie de son temps dans la recherche sur la musique comme thérapie. Enfin, en 1973, il choisit d'enseigner au Bennington College, à Bennington, dans le  Vermont, tout en continuant à se produire.

## Influences
Milfort Graves a toujours été un batteur original. Il a étudié des éléments de rythme venant de différents pays, dont la musique africaine mais aussi la musique indienne.

## Discographie

### Comme leader
- 1964: Milford Graves (ESP 1015)(7)
- 1965: Percussion Ensemble (ESP-Disk)
- 1966: Graves-Pullen (PG 286/290)[8]
- 1977: Meditation Among Us (Kitty)
- 1977:  Babi (IPS)
- 1998:  Grand Unification (Tzadik)
- 2000: Stories (Tzadik)

### Comme accompagnateur
Avec Montego Joe
- Arriba! (Prestige)
- Wild & Warm (Prestige)

Avec Giuseppi Logan
- Giuseppi Logan Quartet (ESP-Disk)
- More Giuseppi Logan (ESP-Disk)

Avec Paul Bley
- Barrage (ESP-Disk)

Avec New York Art Quartet
- New York Art Quartet (ESP-Disk)
- Mohawk (Fontana)
- 35th Reunion (DIW)

Avec le Jazz Composer's Orchestra
- Communication (Fontana)

Avec Miriam Makeba
- Makeba Sings! (RCA)

Avec Lowell Davidson
- The Lowell Davidson Trio (ESP-Disk)

Avec Don Pullen
- At Yale University (PG)
- Nommo (SRP)

Avec Albert Ayler
- Holy Ghost: Rare & Unissued Recordings (1962–70) (Revenant)
- Love Cry (Impulse!)

Avec Sonny Sharrock
- Black Woman (Vortex)

Avec Andrew Cyrille
- Dialogue Of The Drums (IPS)

Avec Various artists
- New American Music Volume 1-New York Section/Composers of the 1970's (Folkways)

Avec Sun Ra
- Untitled Recordings (Transparency)

Avec Kenny Clarke/Andrew Cyrille/Famoudou Don Moye
- Pieces of Time (Soul Note)

Avec David Murray
- Real Deal (DIW)

Avec John Zorn
- 50th Birthday Celebration Volume 2 (Tzadik)

Avec Anthony Braxton & William Parker
- Beyond Quantum (Tzadik, 2008)